# Josep Tosar i Vaquer
Josep Tosar i Vaquer, més conegut com a Pep Tosar, (Artà, 1961) és un actor, director, productor i autor teatral mallorquí.

## Biografia
El 1984 es va llicenciar en art dramàtic per l'Institut del Teatre de la Diputació de Barcelona. Ha treballat en nombrosos muntatges, amb directors com José Sanchis Sinisterra (Fedra, 1984), Mario Gas Cabré (La Ronda, 1987), Josep Montanyès i Moliner (El manuscrit d'Alí Bei), Rosa Novell Clausells (Vador, 1989), Rosa Novell Clausells (Maria Rosa, 1997), Xavier Albertí i Gallart (Traïció, 2002) o Xicu Masó (El Mestre i Margarita, 2003).
Juntament amb Lluís Massanet va crear la companyia Teatre de Ciutat. Amb aquesta companyia participa com a actor en muntatges tan destacats com Sa història des senyor Sömmer, dirigit per Xicu Masó (1993) i dirigeix, entre d'altres, La casa en obres, a partir de la vida i obra de Blai Bonet.
El 2003 va participar en la sèrie Cuéntame cómo pasó de TVE donant vida a un professor universari contrari al règim franquista imperant a principis dels anys 70.
L'any 2009 va reobrir el Círcol Maldà de Barcelona, del qual n'assumeix la gestió i direcció artística. Aquí ha reposat espectacles com Esquena de ganivet (estrenat l'any 2004) i ha dirigit espectacles de creació com Tots aquests dois, a partir de la vida de Guillem d'Efak (2011).
El 2010, al Teatre Micalet de València, va estrenar i dirigir l'obra de teatre "Poseu-me les ulleres" en què descrivia la trajectòria vital del poeta valencià Vicent Andrés Estellés. Posteriorment, el gener del 2011, l'obra també va ser representada al Teatre Romea de Barcelona.
El setembre de 2014 va anunciar que té la intenció d'obrir una sala de teatre el gener de 2015 a Barcelona.

## Filmografia

### Cinema
| - Gaudí (1989) - El niño de la luna (1989) - Solitud (1991) - La fiebre del oro (1993) - Mal de amores (1993) - Aftermath (1994, curtmetratge) - Un cos al bosc (1996) - A tres bandas (1997) - Dr. Curry (1997,curtmetratge) - Frau Rettich, die Czerni und ich (1998) - Genesis (1998,curtmetratge) - Els aucells de la piscina (1999, curtmetratge) - Els sense nom (1999) | - Una bella inquietud (2000, curtmetratge) - Salvador (Puig Antich) (2006) - Fuerte Apache (2007) - A Mulher Morena (2008,curtmetratge) - La dona de l'anarquista (2008) - Flors negres (2009) - Sa història des senyor Sommer (2009) - Pa negre (2010) - Mentre dorms (2011) - Fènix 11·23 (2012) - L'Estrella (2013) - Lasa i Zabala (2014) - L'ombra de la llei (2018) - Mientras dure la guerra (2019) |

### Televisió
| - El bon doctor (1987) - Titànic-92 (1989) - Maria Estuard (1991) - El joven Picasso (1993) - Poble Nou (1994) - Nissaga de poder (1996) - Sitges (1996) - Nova ficció (1997) - Estació d'enllaç (1997) - Dones d'aigua (1997) - Dues dones (1998) | - Laberint d'ombres (1998-1999) - Andorra, entre el torb i la Gestapo (2000) - Majoria absoluta (2002) - Joc de mentides (2003) - R.I.S. Científica (2007) - Hospital Central (2003-2008) - U.C.O. (2009) - Ull per ull (2010) - Crematorio (2011) - Gernika bajo las bombas (2012) - Salaó (2013) |

### Teatre
- Sa història des senyor Sommer (2009) de Patrick Süskind
- Federico García (2015)